# Hansan. La batalla del drac
Hansan. La batalla del drac (títol original en coreà, 한산: 용의 출현; transcrit com a Hansan: Yongui Chulhyeon) és una pel·lícula d'acció històrica de Corea del Sud del 2022 dirigida per Kim Han-min. És la seqüela de L'almirall: mar de foc del 2014, i és la segona entrega de la trilogia de Yi Sun-sin. És protagonitzada per un repartiment coral encapçalat per Park Hae-il com el comandant naval coreà Yi Sun-sin. La pel·lícula representa la històrica batalla de Hansando que va tenir lloc cinc anys abans de la batalla de Myeongnyang representada a L'almirall. Es va estrenar el 27 de juliol de 2022 en formats IMAX, 4DX i ScreenX. S'ha doblat i subtitulat al català.
La pel·lícula es va convertir en la segona pel·lícula coreana més taquillera del 2022 amb 7.264.934 entrades i 59.676.622 dòlars bruts. Està disponible per a streaming a Netflix des del 2 de desembre de 2022.